# Temporada 1982-83 de los Denver Nuggets
La temporada 1982-83 fue la séptima de los Denver Nuggets en la NBA, tras la fusión de la liga con la ABA, donde había jugado nueve temporadas. La temporada regular acabó con 45 victorias y 37 derrotas, ocupando el sexto puesto de la conferencia Oeste, clasificándose para los playoffs, en los que cayeron en semifinales de conferencia ante San Antonio Spurs.

## Elecciones en elDraft
| Ronda | Puesto | Jugador      | Posición | Nacionalidad   | Universidad |
| ----- | ------ | ------------ | -------- | -------------- | ----------- |
| 1     | 19     | Rob Williams | PG       | Estados Unidos | Houston     |

## Temporada regular
| División Medio Oeste | División Medio Oeste | División Medio Oeste | División Medio Oeste | División Medio Oeste | División Medio Oeste | División Medio Oeste | División Medio Oeste | División Medio Oeste |
| Equipo               | G                    | P                    | %                    | PD                   | Casa                 | Fuera                | Div                  |                      |
| -------------------- | -------------------- | -------------------- | -------------------- | -------------------- | -------------------- | -------------------- | -------------------- | -------------------- |
| y-San Antonio Spurs  | 53                   | 29                   | .646                 | –                    | 31–10                | 22–19                | 21–9                 |                      |
| x-Denver Nuggets     | 45                   | 37                   | .549                 | 8                    | 29–12                | 16–25                | 17–13                |                      |
| Kansas City Kings    | 45                   | 37                   | .549                 | 8                    | 30–11                | 15–26                | 18–12                |                      |
| Dallas Mavericks     | 38                   | 44                   | .463                 | 15                   | 23–18                | 15–26                | 15–15                |                      |
| Utah Jazz            | 30                   | 52                   | .366                 | 23                   | 21–20                | 9–32                 | 15–15                |                      |
| Houston Rockets      | 14                   | 68                   | .171                 | 39                   | 9–32                 | 5–36                 | 4–26                 |                      |

## Playoffs

### Primera ronda
Phoenix Suns vs. Denver Nuggets 
| Fecha       | Partido                              | Ciudad  |
| ----------- | ------------------------------------ | ------- |
| 19 de abril | Phoenix Suns 121, Denver Nuggets 108 | Phoenix |
| 21 de abril | Denver Nuggets 113, Phoenix Suns 99  | Denver  |
| 24 de abril | Phoenix Suns 112, Denver Nuggets 117 | Phoenix |
|             | Denver Nuggets gana las series 1-2   |         |

### Semifinales de Conferencia
San Antonio Spurs vs. Denver Nuggets 
| Fecha       | Partido                                   | Ciudad      |
| ----------- | ----------------------------------------- | ----------- |
| 26 de abril | San Antonio Spurs 152, Denver Nuggets 133 | San Antonio |
| 27 de abril | San Antonio Spurs 126, Denver Nuggets 109 | San Antonio |
| 29 de abril | Denver Nuggets 126, San Antonio Spurs 127 | Denver      |
| 2 de mayo   | Denver Nuggets 124, San Antonio Spurs 114 | Denver      |
| 4 de mayo   | San Antonio Spurs 145, Denver Nuggets 105 | San Antonio |
|             | San Antonio Spurs gana las series 4-1     |             |

## Estadísticas
| Rk | Jugador         | Edad | P  | PT | MP   | TC   | TCI  | %TC  | T3  | T3I | %T3  | TL  | TLI | %TL  | RO  | RD  | RT  | AS  | RB  | TAP | BP  | FP  | PTS  |
| -- | --------------- | ---- | -- | -- | ---- | ---- | ---- | ---- | --- | --- | ---- | --- | --- | ---- | --- | --- | --- | --- | --- | --- | --- | --- | ---- |
| 1  | Alex English    | 29   | 82 | 82 | 36.4 | 11.7 | 22.6 | .516 | 0.0 | 0.1 | .167 | 5.0 | 6.0 | .829 | 3.2 | 4.1 | 7.3 | 4.8 | 1.4 | 1.5 | 3.2 | 2.9 | 28.4 |
| 2  | Kiki Vandeweghe | 24   | 82 | 79 | 35.5 | 10.3 | 18.7 | .547 | 0.2 | 0.6 | .294 | 6.0 | 6.8 | .875 | 1.5 | 3.8 | 5.3 | 2.5 | 0.8 | 0.5 | 2.2 | 2.4 | 26.7 |
| 3  | T.R. Dunn       | 27   | 82 | 80 | 32.2 | 3.1  | 6.4  | .482 | 0.0 | 0.0 | .000 | 1.5 | 2.0 | .730 | 2.8 | 4.7 | 7.5 | 2.3 | 1.8 | 0.3 | 1.4 | 2.7 | 7.6  |
| 4  | Dan Issel       | 34   | 80 | 80 | 30.4 | 8.3  | 16.2 | .510 | 0.1 | 0.2 | .211 | 5.0 | 6.0 | .835 | 1.9 | 5.6 | 7.5 | 2.8 | 1.0 | 0.5 | 2.2 | 2.8 | 21.6 |
| 5  | Billy McKinney  | 27   | 68 | 38 | 22.9 | 3.9  | 8.0  | .487 | 0.0 | 0.1 | .000 | 2.0 | 2.5 | .814 | 0.3 | 1.5 | 1.8 | 4.2 | 0.6 | 0.1 | 1.5 | 2.1 | 9.8  |
| 6  | Danny Schayes   | 23   | 32 | 0  | 20.2 | 3.5  | 7.3  | .472 | 0.0 | 0.0 |      | 2.2 | 3.1 | .710 | 2.0 | 3.8 | 5.8 | 1.3 | 0.5 | 0.9 | 1.8 | 3.4 | 9.2  |
| 7  | Rob Williams    | 21   | 74 | 33 | 19.5 | 2.6  | 6.3  | .408 | 0.0 | 0.2 | .133 | 1.8 | 2.4 | .753 | 0.5 | 1.3 | 1.8 | 4.9 | 1.2 | 0.2 | 2.5 | 3.0 | 7.0  |
| 8  | Bill Hanzlik    | 25   | 82 | 8  | 18.9 | 2.3  | 5.3  | .428 | 0.0 | 0.1 | .143 | 1.5 | 2.0 | .781 | 1.0 | 1.9 | 2.9 | 3.3 | 0.9 | 0.2 | 1.8 | 2.7 | 6.1  |
| 9  | Mike Evans      | 27   | 42 | 5  | 16.5 | 2.7  | 5.8  | .473 | 0.0 | 0.2 | .000 | 0.8 | 1.0 | .805 | 0.1 | 1.3 | 1.4 | 2.7 | 0.5 | 0.1 | 1.7 | 2.2 | 6.3  |
| 10 | Glen Gondrezick | 27   | 76 | 2  | 14.9 | 1.8  | 3.9  | .456 | 0.0 | 0.0 | .000 | 1.1 | 1.5 | .719 | 1.4 | 2.5 | 4.0 | 1.3 | 1.1 | 0.1 | 0.6 | 2.1 | 4.6  |
| 11 | Rich Kelley     | 29   | 38 | 0  | 14.9 | 1.6  | 3.7  | .418 | 0.0 | 0.0 |      | 1.4 | 1.8 | .786 | 1.6 | 2.9 | 4.5 | 1.6 | 0.6 | 0.5 | 1.4 | 3.0 | 4.6  |
| 12 | Dave Robisch    | 33   | 61 | 0  | 11.7 | 1.6  | 4.1  | .382 | 0.0 | 0.0 | .000 | 1.5 | 1.9 | .780 | 0.6 | 1.9 | 2.5 | 0.9 | 0.2 | 0.1 | 0.7 | 1.0 | 4.7  |
| 13 | James Ray       | 25   | 45 | 3  | 9.6  | 1.6  | 3.4  | .458 | 0.0 | 0.0 | .000 | 0.7 | 1.1 | .647 | 0.8 | 2.0 | 2.8 | 0.9 | 0.5 | 0.4 | 1.1 | 1.8 | 3.8  |
| 14 | Dwight Anderson | 22   | 5  | 0  | 6.6  | 1.4  | 2.8  | .500 | 0.0 | 0.0 |      | 1.4 | 2.0 | .700 | 0.0 | 0.4 | 0.4 | 0.6 | 0.2 | 0.0 | 1.0 | 1.4 | 4.2  |

## Galardones y récords
| Jugador         | Galardón                               |
| Alex English    | 2.º Mejor quinteto de la NBA All-Star  |
| T.R. Dunn       | 2.º Mejor quinteto defensivo de la NBA |
| Kiki Vandeweghe | All-Star                               |